# Giovan Giorgio Cesarini (1635)

Stemma Cesarini

Il duca Giovan Giorgio Cesarini, detto Giangiorgio II Cesarini (Roma, 1590 – Roma, 23 giugno 1635), è stato un nobile italiano, secondo duca di Civitanova Marche.

## Biografia
Figlio dei nobili Livia Orsini e Giuliano II Cesarini, duca di Civitanova, successe al padre nella primogenitura della famiglia.
Fu duca di Civitanova e gonfaloniere perpetuo del popolo romano. Fece edificare la villa Cesarini di Genzano (Palazzo Sforza-Cesarini) in luogo di quella degli Antonini, come dimostra il ritrovamento in loco di busti appartenuti a tale famiglia.
Durante il suo marchesato la comunità di Genzano ricevette dal cardinale camerlengo un'ordinanza di pagare per tre anni nove scudi, come contributo al mantenimento delle truppe mercenarie corse, chiamate a presidiare Roma (1628).
A Civita Lavinia riuscì ad apportare vari benefici, primo tra tutti, forni d'acqua l'interno del paese. Inoltre curò la benefica istituzione di un monte frumentario.
In occasione del suo matrimonio Civita Lavinia con Genzano e Ardea gli offrirono una lettiga del valore di 200 scudi. Sposò Cornelia Gaetani di Filippo duca di Sermoneta, che il 26 luglio 1649 si ritirò nel monastero di S. Caterina di Siena in Roma. Da Cornelia Gaetani ebbe due figli maschi, il duca Giuliano III e Filippo, prelato; e una femmina, Alessandra, monaca di S. Caterina.

## Ascendenza
|                                                    |                                        |                                         | Genitori                                                  |  |  | Nonni |  |  | Bisnonni                                    |  |  | Trisnonni            |  |
|                                                    |                                        |                                         |                                                           |  |  |       |  |  | Giuliano Cesarini, I marchese di Civitanova |  |  | Giangiorgio Cesarini |  |
|                                                    |                                        |                                         |                                                           |  |  |       |  |  | Giuliano Cesarini, I marchese di Civitanova |  |  | Giangiorgio Cesarini |  |
|                                                    |                                        | Marzia Sforza di Santa Fiora            |                                                           |  |  |       |  |  | Giuliano Cesarini, I marchese di Civitanova |  |  |                      |  |
| Giovan Giorgio Cesarini, II marchese di Civitanova |                                        |                                         |                                                           |  |  |       |  |  | Giuliano Cesarini, I marchese di Civitanova |  |  |                      |  |
|                                                    |                                        | Giulia Colonna                          | Prospero Colonna, duca di Traetto                         |  |  |       |  |  |                                             |  |  |                      |  |
|                                                    |                                        | Giulia Colonna                          | Prospero Colonna, duca di Traetto                         |  |  |       |  |  |                                             |  |  |                      |  |
|                                                    |                                        | Giulia Colonna                          | Isabella Carafa di Maddaloni                              |  |  |       |  |  |                                             |  |  |                      |  |
| Giuliano Cesarini, I duca di Civitanova            |                                        | Giulia Colonna                          |                                                           |  |  |       |  |  |                                             |  |  |                      |  |
|                                                    |                                        | Alessandro Farnese il Giovane           | Pier Luigi Farnese, duca di Parma e Piacenza              |  |  |       |  |  |                                             |  |  |                      |  |
|                                                    |                                        | Alessandro Farnese il Giovane           | Pier Luigi Farnese, duca di Parma e Piacenza              |  |  |       |  |  |                                             |  |  |                      |  |
|                                                    |                                        | Alessandro Farnese il Giovane           | Gerolama Orsini                                           |  |  |       |  |  |                                             |  |  |                      |  |
| Clelia Farnese                                     |                                        | Alessandro Farnese il Giovane           |                                                           |  |  |       |  |  |                                             |  |  |                      |  |
|                                                    |                                        | …                                       | …                                                         |  |  |       |  |  |                                             |  |  |                      |  |
|                                                    |                                        | …                                       | …                                                         |  |  |       |  |  |                                             |  |  |                      |  |
|                                                    |                                        | …                                       | …                                                         |  |  |       |  |  |                                             |  |  |                      |  |
| Giovan Giorgio Cesarini, II duca di Civitanova     |                                        | …                                       |                                                           |  |  |       |  |  |                                             |  |  |                      |  |
|                                                    | Ferdinando I Orsini, V duca di Gravina | Francesco Orsini, IV duca di Gravina    |                                                           |  |  |       |  |  |                                             |  |  |                      |  |
|                                                    | Ferdinando I Orsini, V duca di Gravina | Francesco Orsini, IV duca di Gravina    |                                                           |  |  |       |  |  |                                             |  |  |                      |  |
|                                                    | Ferdinando I Orsini, V duca di Gravina | Maria Todeschini Piccolomini d'Aragona  |                                                           |  |  |       |  |  |                                             |  |  |                      |  |
| Virginio Orsini, I duca di San Gemini              | Ferdinando I Orsini, V duca di Gravina |                                         |                                                           |  |  |       |  |  |                                             |  |  |                      |  |
|                                                    |                                        | Beatrice Ferrillo                       | Giacomo Alfonso Ferrillo, conte di Acerenza e Muro Lucano |  |  |       |  |  |                                             |  |  |                      |  |
|                                                    |                                        | Beatrice Ferrillo                       | Giacomo Alfonso Ferrillo, conte di Acerenza e Muro Lucano |  |  |       |  |  |                                             |  |  |                      |  |
|                                                    |                                        | Beatrice Ferrillo                       | Maria Balsa                                               |  |  |       |  |  |                                             |  |  |                      |  |
| Livia Orsini di San Gemini                         |                                        | Beatrice Ferrillo                       |                                                           |  |  |       |  |  |                                             |  |  |                      |  |
|                                                    |                                        | Bonifacio Caetani, IV duca di Sermoneta | Camillo Caetani, III duca di Sermoneta                    |  |  |       |  |  |                                             |  |  |                      |  |
|                                                    |                                        | Bonifacio Caetani, IV duca di Sermoneta | Camillo Caetani, III duca di Sermoneta                    |  |  |       |  |  |                                             |  |  |                      |  |
|                                                    |                                        | Bonifacio Caetani, IV duca di Sermoneta | Beatrice Caetani d'Aragona                                |  |  |       |  |  |                                             |  |  |                      |  |
| Giovanna Caetani                                   |                                        | Bonifacio Caetani, IV duca di Sermoneta |                                                           |  |  |       |  |  |                                             |  |  |                      |  |
|                                                    |                                        | Caterina Pio di Savoia                  | Alberto III Pio di Savoia, VIII signore di Carpi          |  |  |       |  |  |                                             |  |  |                      |  |
|                                                    |                                        | Caterina Pio di Savoia                  | Alberto III Pio di Savoia, VIII signore di Carpi          |  |  |       |  |  |                                             |  |  |                      |  |
|                                                    |                                        | Caterina Pio di Savoia                  | Cecilia Orsini                                            |  |  |       |  |  |                                             |  |  |                      |  |
|                                                    |                                        | Caterina Pio di Savoia                  |                                                           |  |  |       |  |  |                                             |  |  |                      |  |